# Blau-Seidenkuckuck
Der Blau-Seidenkuckuck (Coua caerulea), auch Blaucoua oder Blauer Seidenkuckuck genannt, ist eine Kuckucksart der auf der Insel Madagaskar endemischen Gattung der Seidenkuckucke (Coua).

## Merkmale
Der Blau-Seidenkuckuck ist ein großer Kuckuck, der etwa 48–50 cm lang wird. Es gibt keinen Sexualdimorphismus. Das Gefieder ist dunkelblau, die Flügel und Steuerfedern schimmern lila. Der Orbitalring ist meist einfarbig blau, manchmal zweifarbig. Hierbei ist der Bereich vor dem Auge lila, hinter dem Auge kobaltblau gefärbt. Schnabel und Füße sind schwarz.

## Verbreitung und Lebensraum
Der Blau-Seidenkuckuck ist, wie alle anderen Vertreter der Gattung der Seidenkuckucke, endemisch für Madagaskar. Er kommt dort hauptsächlich im Norden und Osten der Insel vor. Der Blau-Seidenkuckuck bewohnt dort verschiedene Habitate wie Tropische Regenwälder, Plantagen und Mangroven. Auf Grund der weiten Verbreitung wird die Art von der IUCN als nicht gefährdet eingestuft.

## Lebensweise
Die Nahrung der Blau-Seidenkuckucke besteht meist aus Insekten wie z. B. Zikaden, Gespenstschrecken oder Raupen, welche meist von Blättern gesammelt werden. Vom Boden  werden auch Reptilien wie Chamäleons oder verschiedene Amphibien als Nahrung gesammelt. Als Nahrung dienen auch Früchte der Gattungen Symphonia und Cussonia, sowie Baumsäfte von Sloanea rhodanta. Die Vögel sind einzeln, als Paar oder in Gruppen unterwegs. Das Nest wird in etwa 3–5 m Höhe gebaut. Der Blau-Seidenkuckuck ist im Gegensatz zu anderen Kuckucksvögeln kein Brutparasit, die Jungen werden von beiden Eltern aufgezogen.